# EuroVelo3
EuroVelo3, nazývaná také EuroVelo 3 - Poutnická trasa nebo anglicky EuroVelo 3 - The Pilgrims Route a značená také EV 3, je mezinárodní evropská cyklistická trasa, která vede z norského Trondheimu do Santiago de Compostela ve Španělsku. Celková délka trasy je 5 650 kilometrů a patří do sítě evropských cyklotras EuroVelo. Prochází celkem 7 zeměmi - Norskem, Švédskem, Dánskem, Německem, Belgií, Francií a Španělskem.
V roce 2024 trasa není dokončena v celé délce.

## Galerie

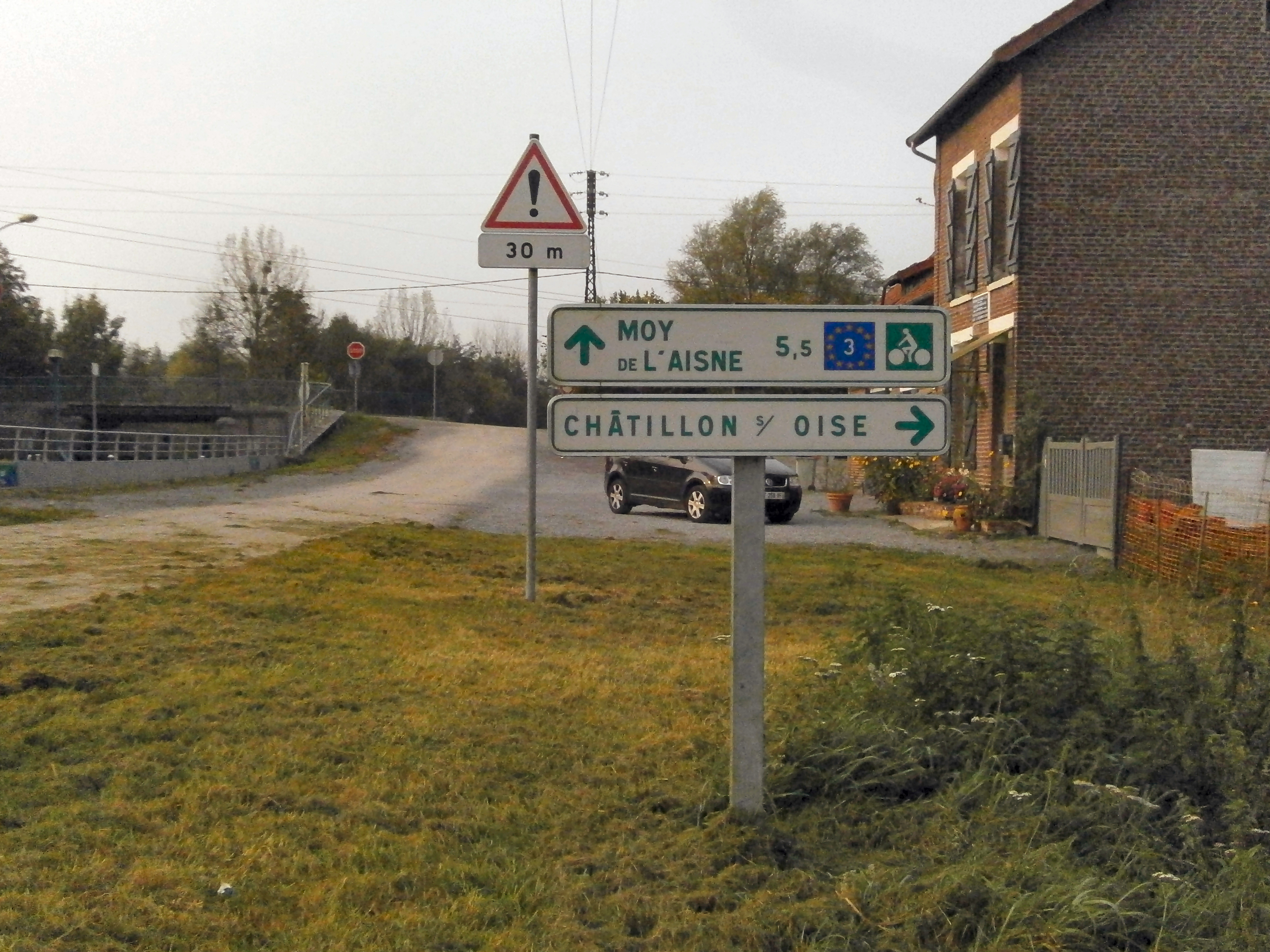
Značení EV3
Mapa trasy
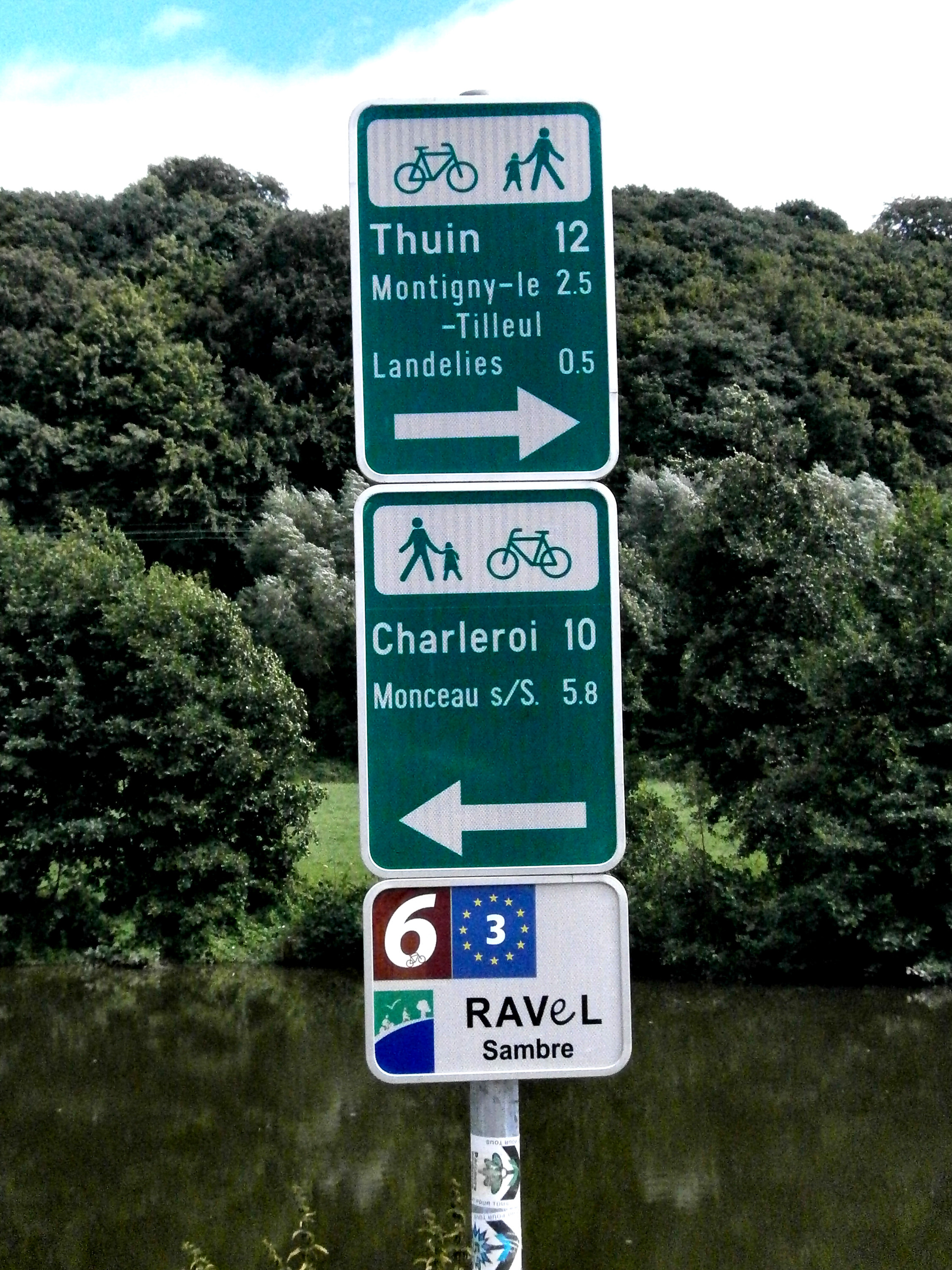
Značení EV3